# TNA Rebellion
Rebellion é um evento pay-per-view de luta profissional produzido pela Total Nonstop Action Wrestling, que acontece anualmente durante o mês de abril. O evento foi realizado pela primeira vez em 2019 e desde então se tornou um dos eventos "Quatro Grandes" da promoção (junto com Hard to Kill, Slammiversary e Bound for Glory).

## História

### 2019
O evento inaugural Rebellion ocorreu em 28 de abril de 2019 no The Rebel Complex em Toronto, Ontário, Canadá e fez 2.200 compras. Oito lutas de wrestling profissional foram disputadas no evento. O evento principal foi uma luta Full Metal Mayhem pelo Campeonato Mundial de Duplas da Impact, na qual os Lucha Brothers (Pentagón Jr. e Fénix) defenderam os títulos contra o Latin American Xchange (Santana e Ortiz). LAX venceu a aclamada partida e os títulos de duplas, marcando a última partida dos Lucha Brothers no Impact.
A eliminatória também viu Brian Cage derrotar Johnny Impact para conquistar seu primeiro Campeonato Mundial da Impact, a estreia de Michael Elgin no Impact atacando Cage após a partida e Tessa Blanchard derrotando Gail Kim no que seria a partida de aposentadoria de Kim, que foi considerou a "passagem da tocha" de Kim para Blanchard e também marcou o início da ascensão de Blanchard como a lutadora mais popular da empresa e sua ascensão gradual ao status de evento principal.

### 2020
Em 13 de janeiro de 2020, a Impact Wrestling anunciou em sua conta no Twitter que realizaria um segundo evento Rebellion em abril no Terminal 5 em Nova York, Nova York. Posteriormente, foi anunciado que o evento aconteceria em 19 de abril. Devido à pandemia de COVID-19, no entanto, o evento foi remarcado e gravado em set fechado no Skyway Studios em Nashville, Tennessee, entre 8 e 10 de abril. Foi ao ar em atraso de fita como um episódio especial de duas partes de Impact! nos dias 21 e 28 de abril.
A Campeã Mundial do Impact, Tessa Blanchard, não pôde comparecer às gravações, cancelando assim a partida planejada do campeonato mundial do evento, na qual ela defenderia o título contra Michael Elgin e Eddie Edwards. Na luta principal da transmissão de 21 de abril, Ken Shamrock derrotou Sami Callihan por finalização técnica em uma luta não sancionada, enquanto na luta principal da transmissão de 28 de abril, Moose derrotou Hernandez e Michael Elgin em uma luta a três. Após a luta, Moose declarou-se Campeão Mundial dos Pesos Pesados da TNA.

## Eventos
| 1                                                   | Rebellion (2019) | 28 de abril de 2019 | Toronto, Ontario, Canadá | Rebel Entertainment Complex         | The Lucha Brothers (Pentagón Jr. e Fénix) (c) vs. The Latin American Xchange (Santana e Ortiz) em uma luta Full Metal Mayhem pelo Campeonato Mundial de Duplas do Impact | [ 16 ]               |
| 2                                                   | Rebellion (2020) | 21 de abril de 2020 | Nashville, Tennessee     | Skyway Studios                      | Ken Shamrock vs. Sami Callihan em uma luta não sancionada | [ 14 ] [ 15 ] [ 17 ] |
| 2                                                   | Rebellion (2020) | 28 de abril de 2020 | Nashville, Tennessee     | Skyway Studios                      | Hernandez vs. Michael Elgin vs. Moose em uma luta three-way | [ 14 ] [ 15 ] [ 17 ] |
| 3                                                   | Rebellion (2021) | 25 de abril de 2021 | Nashville, Tennessee     | Skyway Studios                      | Rich Swann (Impact) vs. Kenny Omega (AEW) em uma luta título vs. título pelo Campeonato Mundial do Impact e pelo Campeonato Mundial da AEW                               | [ 18 ] [ 19 ]        |
| 4                                                   | Rebellion (2022) | 23 de abril de 2022 | Poughkeepsie, New York   | Majed J Nesheiwat Convention Center | Moose (c) vs. Josh Alexander pelo Campeonato Mundial do Impact | [ 20 ] [ 21 ]        |
| 5                                                   | Rebellion (2023) | 16 de abril de 2023 | Toronto, Ontario, Canadá | Rebel Entertainment Complex         | Deonna Purrazzo vs. Jordynne Grace pelo vago Campeonato Mundial das Knockouts da TNA                                                                                     | [ 22 ]               |
| 6                                                   | Rebellion (2024) | 20 de abril de 2024 | Paradise, Nevada         | Palms Casino Resort                 | Moose (c) vs. Nic Nemeth pelo Campeonato Mundial da TNA | [ 23 ]               |
| 7                                                   | Rebellion (2025) | 27 de abril de 2025 | Los Angeles, Califórnia  | Galen Center                        | Joe Hendry (c) vs. Frankie Kazarian vs. Ethan Page pelo Campeonato Mundial da TNA                                                                                        | [ 24 ]               |
| (c) – refere-se ao(s) campeão(es) indo para a luta. |                  |                     |                          |                                     | |                      |